# 町人貴族

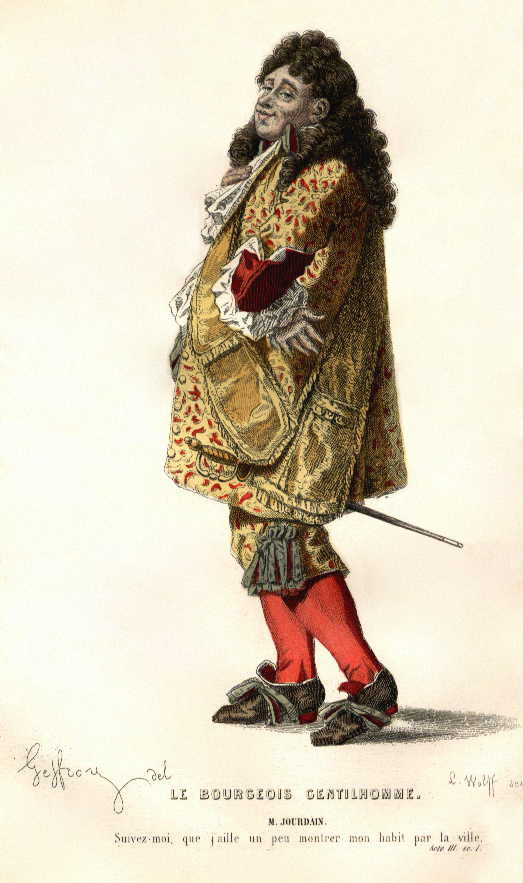
ジュルダン
「ついてきなさい、私の都会風の服装をみせてあげよう」（« Suivez-moi, que j'aille un peu montrer mon habit par la ville. »、第3幕第1場）

『町人貴族』（ちょうにんきぞく、フランス語: Le Bourgeois Gentilhomme）は、5幕のコメディ・バレで、モリエールの台本による（ただし、バレのアントレの歌詞を除く）。音楽はジャン・バティスト・リュリで、バレはピエール・ボーシャン、舞台装置カルロ・ヴィガラーニ、トルコ風衣装ロラン・ダルヴューによる。
1670年10月14日にシャンボール城のルイ14世の宮廷において、モリエール劇団（Troupe de Molière）によって初演された。
台詞に、フランス語以外にもスペイン語、イタリア語、さらに4幕以降にリングワ・フランカのサビール語が使われていることでも注目される作品である。

## 概要
貴族（gentilhomme）になりたい愚かな金持ちの町人（bourgeois）のジュルダン（M. Jourdain）を巡る物語で、ジュルダンを騙して結婚しようとする娘リュシル（Lucile）とその恋人クレオント（Cléonte）、その従者コヴィエル（Covielle）のたくらみに、ジュルダンを利用しているドラント伯爵（Comte Dorante）とその愛人ドリメーヌ侯爵夫人（Marquise Dorimène）の思惑、ジュルダンを諌めようとするジュルダン夫人と女中のニコルが絡み合う。
初演時には当時の名だたるコメディ役者と音楽家が集結し、モリエールがジュルダンの役を演じ、金のレースや色とりどりの羽根で飾られた鮮やかな衣装を身に着けた。また相手役のジュルダン夫人をアンドレ・ユベール、ドリメーヌ夫人をカトリーヌ・ド・ブリー、リュシルをアルマンド・ベジャールが演じた。またリュリが第3幕のトルコの儀式にて、ムフティ（イスラム法学者）の役で登場した。
上演されるやいなや大成功を収め、このジャンルの数少ない傑作の一つに数えられる。成功の理由の一つには、オスマン帝国が社交界の最大の関心事である中で、「トルコ趣味」（turqueries）と呼ばれた時代の好みに合致したことがあげられる。作品はオスマン帝国の大使ソリマン・アガが1669年にルイ14世の宮廷を訪れた際に、オスマン帝国の宮廷が太陽王の宮廷よりも上位であると発言したスキャンダルに題材をとっている。トルコからの使いが大使だと信じ、正装にて歓待したルイ14世は、この使いが大使ではないと知って激怒し、モリエール等にトルコを愚弄する作品制作を命じた。

## あらすじ
各幕はそれぞれ2、5、16、5および6場からなる。

### 第1幕
ジュルダンは、成り上がりの布商人の子だが、「貴族」（"homme de qualité"）として生きようと決意する。舞台は音楽教師とダンス教師の会話で幕を開ける。二人の教師はどちらの芸術が優れているか議論したり、彼らを雇っている成り上がり者を憐れみをもって批評したりしている。ジュルダンのアントレ（入場）。出てくるや否や、彼の無知と自惚れをさらけ出す。2幕へとつながるバレのアントレ。

### 第2幕
音楽についてひとしきり自分の思うところを披露したあと、ジュルダンは上流の人々を招いた晩餐の場での音楽（コンセール）とバレの上演を指示する。ジュルダンはダンスと作法のレッスンを受ける。武術の先生が到着し、3人の教師の激烈な討論。哲学の教師がもめごとの仲裁のために招かれる。しかし、他の3人はことごとく彼の意見に対立する。けんかののち、教師たちは退場する。哲学教師が再登場し、ジュルダンは「できる限りすべてのこと」を学びたいと願う。しかし、論理、倫理、物理はすべてあきらめ、結局、正書法を学ぶことにする。仕立屋が貴族風の服をもって現れるので、ジュルダンはこれを迎える。仕立屋の小僧たちがジュルダンに調子よく服を着せる（バレのアントレ）。

### 第3幕

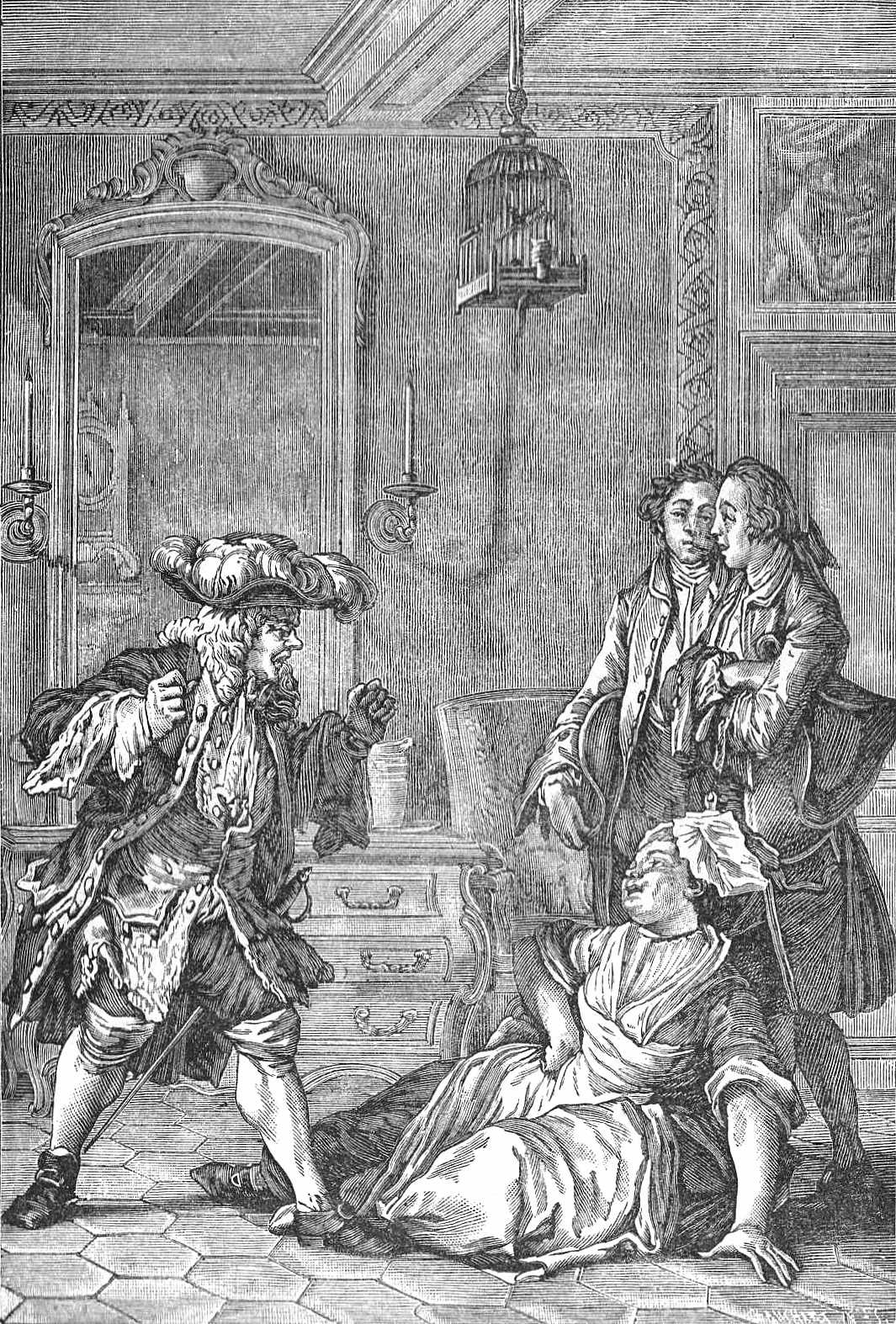
ジュルダン「怒るぞ」
ニコル「お願いです、ご主人様、お願いですから笑わせてください。ヒ、ヒ、ヒ」
（ジャン＝ミシェル・モロー「町人貴族」）

ジュルダンは妻と女中に自分の新しい知識を見せつけようとするが、結局面目丸つぶれに終わる。ジュルダン夫人は貴族の元に足繁く通ってばかりで、娘の結婚の世話をしない夫を非難し、ドラントとの交際を非難する。しかし、彼女のことばにもかかわらず、ジュルダンはドラントにまた金を貸してしまう。ドラントはジュルダンが想いを寄せているドリメーヌ侯爵夫人に指輪を渡してあげることを引き受けるが、実際には自分からの贈り物としてドリメーヌ夫人を晩餐に招待し、贈り物をする。ニコルはジュルダン夫人に「なにかがおかしい」と告げ口する。
ジュルダンの娘リュシルとクレオントの内緒の恋の場面に、ニコルとコヴィエルが入ってくる。言い争いと和解の後、リュシルはクレオントに対してジュルダンに結婚の許しを得るよう要求する。しかし、ジュルダンはクレオントが貴族（gentilhomme）でないからと拒否する。コヴィエルはクレオントに策略を提案する。
ドラントとドリメーヌ夫人がやってきて、彼らのためにジュルダンが行った出費について心配する。ジュルダンが戻ってきて、再び礼儀や作法を知らないところをさらけ出す。招待客たちがやってきてテーブルに着く間、料理人たちによる3つ目の幕間のダンスが踊られる。

### 第4幕
晩餐が終わり、ジュルダンがドリメーヌ夫人に不格好な賛辞を捧げていると、怒ったジュルダン夫人がやってきて、ジュルダン、ドラント、ドリメーヌ夫人に文句を言う。ジュルダン夫婦がけんかをしていると、トルコ人に変装したコヴィエルが現れる。コヴィエルはジュルダンに向かって、トルコ大公の王子（実は優雅に変装したクレオント）がリュシルを見て一目ぼれし、結婚を望んでいると告げる。コヴィエルは、ジュルダンの貴族になりたいという野望につけこんで、結婚を許せば将来の娘婿から「ママムーシ」の称号を得ることができるとそそのかし、クレオントの望み通りのよい返事を引き出す。この陰謀の片棒を担ぐことに同意したドラントが現れる。ジュルダンの叙爵を行う滑稽な儀式が執り行われる。

### 第5幕
ジュルダン夫人は新しく得た貴族の勲章をぶら下げている夫を見て、とうとう狂ったと考える。ドラントがドリメーヌ夫人を連れて登場し、ドリメーヌ夫人に求婚する。クレオントとコヴィエルがトルコ人の格好をして、結婚の契約書を作成するために現れ、ドリメーヌ夫人とドラントに紹介される。ジュルダンはリュシルにトルコ大公の王子を夫として押し付けようとするが、クレオントの変装だと知っているリュシルはすんなり受け入れる。同様にジュルダン夫人とのやり取りがあり、夫人も結婚を承知する。契約書の作成の場となり、歌付きの間奏曲とダンス（スイス人、ガスコーニュ人、スペイン人、イタリア人、フランス人による「諸国民のバレ」と6つのアントレ）が演じられる。

## 上演
後の上演では、トルコ風の演出は削除されていた。
2004年に音楽家ヴァンサン・デュメストル、演出家ボンジャマン・ラザール、振付師セシール・ルサにより、当時の発音を復元し、ピエール・ボーシャンのバレとリュリの音楽を含む完全版が復興上演された。

## ホーフマンスタールによる改作
1912年にフーゴ・フォン・ホーフマンスタールが改作した版が、リヒャルト・シュトラウスの音楽によってシュトゥットガルトで上演された。『ナクソス島のアリアドネ』はこの『町人貴族』の劇中劇として書かれたオペラである。その後、『ナクソス島のアリアドネ』は新たに別のプロローグを付けて分離され、『町人貴族』の方は1917年に再度改作された。シュトラウスが作曲した全17曲の付随音楽はリュリの音楽の編曲を含むが、1920年に9曲を抜粋して組曲『町人貴族』とした。

## その他
1928年に岩波文庫より刊行された關口存男訳『人間嫌ひ』に収められている解説では、この詩曲のタイトルは『附け燒き刄』となっている。

## 日本語訳
- 鈴木力衛訳、岩波文庫、1955年 2008年（改版）
- 『町人貴族』恒川義夫訳、（モリエール全集 第一卷 所収）、中央公論社、1934年
- 『町人貴族』鈴木力衛 訳、（世界古典文学全集 47 モリエール篇 所収）、筑摩書房、1965年
- 『町人貴族』鈴木力衛 訳、（モリエール全集 3 所収）、中央公論社、1973年
- 『町人貴族』秋山伸子訳、（モリエール全集 第八巻 所収）、臨川書店、2001年

## 翻案
- 『染直大名縞』草野柴二訳、（モリエエル全集 下巻 所収）、金尾文淵堂・加島至誠堂、1908年
  - 元版　『喜劇/染直大名縞』草野柴二訳、歌舞伎 1905年1月号～6月号掲載